# Caulerpa lentillifera
Caulerpa lentillifera é uma espécie de alga verde, da costa Indo-Pacífica. Esta alga é uma das espécies comestíveis de Caulerpa, devido a sua suculência e maciez. C. lentilifera é cultivada e muito apreciada nas Filipinas, onde é conhecida por vários nomes, incluindo latô, gusô, e arosep; no estado de Sabah, na Malásia, é conhecida como latok, e em Okinawa, Japão, é denominada umi-budō (海ぶどう), o que significa "uva-do-mar." Também é conhecida, em inglês, como caviar verde ou uvas do mar.
Caulerpa lentillifera geralmente é consumida crua com vinagre, como um lanche ou em saladas. Nas Filipinas, depois de ser lavada em água limpa, é geralmente parte de uma salada contendo tomates frescos, chalota picada e uma mistura de molho de peixe ou bagoong (pasta de peixe) com vinagre. É conhecida por ser rica em iodo.
O cultivo em lagoas de C. lentillifera tem trazido bons resultados na Ilha Mactan, Cebu, na parte central das Filipinas, com mercados em Cebu e Manila, Aproximadamente 400 hectares de lagoas estão sendo uta 15 toneladas de alga fresca por hectare, por ano.a 15 toneladas de alga fresca por hectare, por ano.
- Ensaladang latô das Filipinas, feito com vinagre, molho de peixe, chalotas e tomate.
- Umi-budō.  Culinária de Okinawa